# Paulo Catarino (atleta)
Paulo Catarino (nascido em 30 de setembro de 1963) é um atleta de fundo português. Ele competiu na maratona masculina nos Jogos Olímpicos de Verão de 1988.